# Havasupai-indianere
Havasupai-indianere er en oprindelig, amerikansk indianerstamme, som lever i det nordvestlige Arizona i USA. Havasupai er en nomadisk stamme, som tilbringer foråret og sommermånederne i Cataract Canyon (sidekløft af Grand Canyon) og efteråret og vinteren på plateauet ovenfor.
Det er en lille stamme med kun 547 mennesker, og Havasupai-indianerne har ingen kulturelle kontakter med andre indianere. Ved at leve i bunden af canyonen, isolerede bag barrikader af sten og næsten selvforsynende med livsmidler, er det lykkedes dem at bevare deres kultur i højere grad end andre sydvestlige stammer. Deres sprog, skikke og flettede kurve har været objekt for konstante studier.